# Bruno Gentili (Philologe)

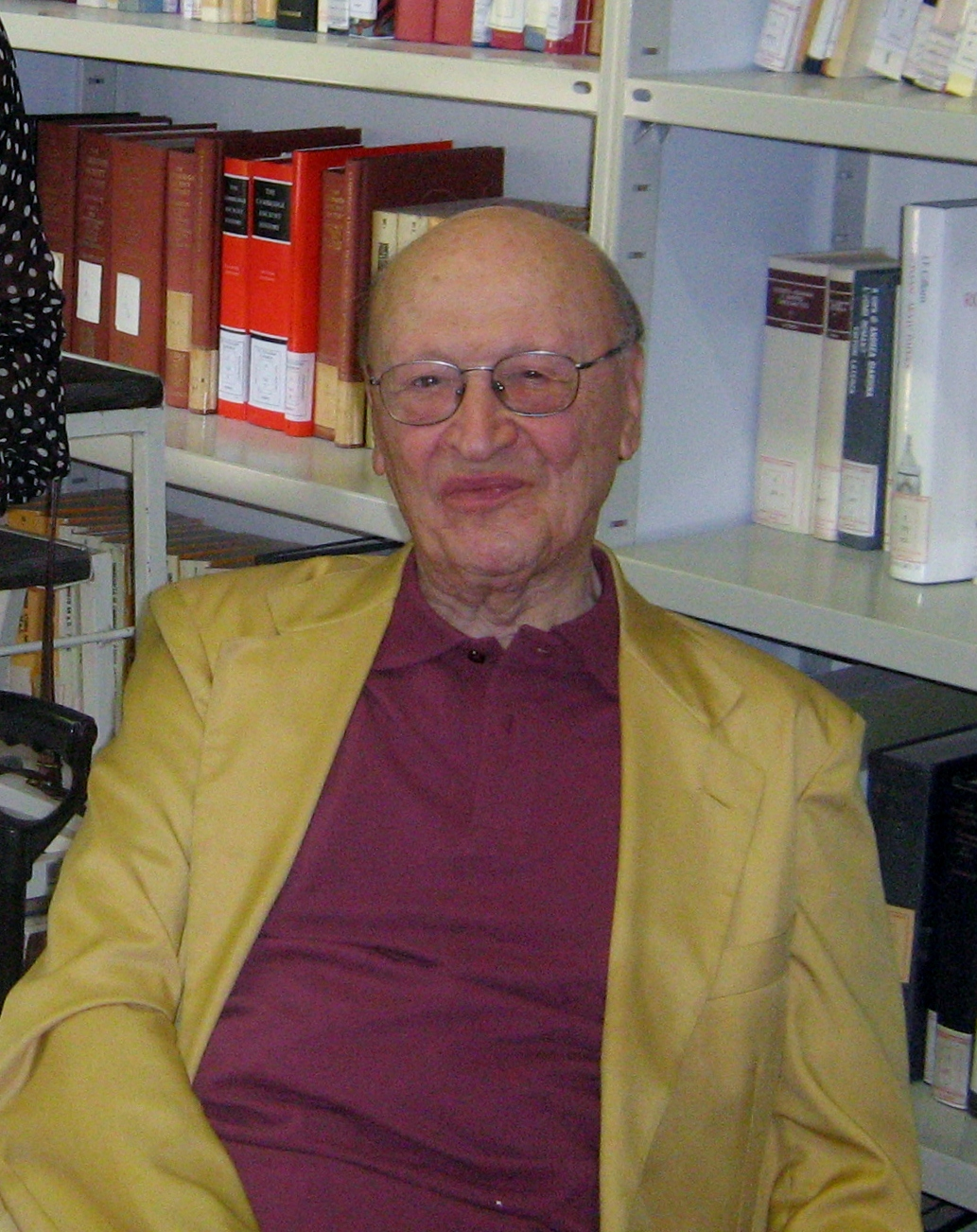
Bruno Gentili (2007)

Bruno Gentili (20. November 1915 in Valmontone – 7. Januar 2014 in Rom) war ein italienischer Klassischer Philologe (Gräzist).

## Leben
Bruno Gentili, Sohn von Attilio Gentili und Giuseppina Cicciarelli, wurde am 20. November 1915 in Valmontone (Provinz Rom) als erstes von vier Kindern geboren. Er war in erster Ehe verheiratet mit Lina Mulè, mit der er zwei Kinder hatte, in zweiter Ehe mit der Gräzistin Franca Perusino.
Aus familiären Gründen – sein Vater war Bahnhofsvorsteher – verbrachte er seine Jugend in den Abruzzen. Er besuchte das Klassische Gymnasium „Ovidio“ in Sulmona. In den 1930er-Jahren begann er ein Studium an der Universität La Sapienza in Rom. Er studierte an der Universität Rom Gräzistik bei Ettore Romagnoli und schloss sein Studium bei Silvio Giuseppe Mercati mit einer Dissertation in byzantinischer Philologie mit dem Titel Studio critico intorno alla storia di Agatia e alla sua tradizione manoscritta („Kritische Studie über die Geschichte Agathias’ und seine handschriftliche Überlieferung“) ab. Anschließend war er Gymnasiallehrer, unter anderem am Liceo Classico „Virgilio“ in Rom, bevor er zum Assistenten an der Universität Rom ernannt wurde. Er arbeitete dort als Assistent Gennaro Perrottas. Wissenschaftliches Ergebnis dieser Zeit waren zwei Standardwerke über griechische Metrik: „Metrica greca arcaica“ (1950) und „La metrica dei Greci“ (1952), die zusammen in der Neufassung „Metrica e ritmica. Storia delle forme poetiche della Grecia antica“ 2003 herausgegeben wurden.
In den Jahren, in denen Perrotta seine Arbeit aus gesundheitlichen Gründen nicht mehr voll ausüben konnte, unterrichtete Gentili Studenten, darunter den Altphilologen Giuseppe Aurelio Privitera, in Altgriechisch.
Die Arbeit der 1950er-Jahre mündete in zwei Werke zur Metrik und Lyrik: in Bacchilide. Studi (1958) und in die Anakreon-Ausgabe (1958), die mit dem Premio Salento 1959 ausgezeichnet wurde. Diese begründete die Reihe „Lyricorum Graecorum quae exstant“, die einen neuen Weg in der historisch-kritischen Edition archaischer Dichter markierte.
Einige Jahre wirkte er an der Universität von Lecce, wo er regen Umgang mit Carlo Prato (1920–2004) pflegte. Mit ihm war er später Herausgeber der Teubnerschen Ausgabe der elegischen Dichter (Band 1, 1988; Band 2, 2002).
1956 wurde er an die Universität Urbino berufen, zunächst als Honorarprofessor für Griechische Literatur, ab 1963 war er dort ordentlicher Professor. Von diesem Jahr an bis zu seiner Entlassung in den Ruhestand 1991 und darüber hinaus blieb Gentili als Direktor des Centro internazionale di studi sulla cultura greca antica („Internationales Zentrum für das Studium der antiken griechischen Kultur“) der Universität verbunden und bekleidete bis zu seiner Emeritierung akademische Positionen. Die letzte Vorlesung Gentilis in Urbino fand am 5. Mai 2004 auf Wunsch der Studenten statt, die an einem Seminar über die Medea des Euripides teilnahmen.
Im Jahr 1964 gründete er in Urbino das Centro di studi sulla lirica greca e sulla metrica greca e latina („Zentrum für das Studium der griechischen Lyrik und der griechischen und lateinischen Metrik“). Der von ihm 1966 gegründeten Zeitschrift Quaderni Urbinati di Cultura Classica stand er als Herausgeber vor. Von 1968 bis 2001 war Gentili Dekan der Geisteswissenschaftlichen Fakultät von Urbino.
Er übersetzte griechische Autoren ins Italienische: Anakreon und Pindars Pythika, Medea von Euripides und Elektra von Sophokles. Für die Stiftung Lorenzo Valla hat er Pindars Pythische Oden (Mailand 1994) und Olympische Oden mitherausgegeben. Für Poesia e pubblico nella Grecia antica. Da Omero al V secolo („Poesie und Öffentlichkeit im antiken Griechenland. Von Homer bis ins fünfte Jahrhundert“) wurde er 1984 mit dem  Premio Viareggio für Sachliteratur ausgezeichnet.

## Ehrungen
Für seine wissenschaftlichen Verdienste wurde Bruno Gentili mit zahlreichen Auszeichnungen geehrt. Ab 1984 war er zunächst korrespondierendes Mitglied der Accademia dei Lincei, bis er 1989 deren Vollmitglied wurde. Er erhielt die Ehrendoktorwürde der University of Southampton 1978, der Universität Lausanne 1983, der Katholieke Universiteit Leuven 1987 und der Universität Complutense Madrid 2000. Er war Komtur (1975) und Großkomtur (1989) des Verdienstordens der Italienischen Republik, zudem Träger der Medaglia ai benemeriti della cultura e dell’arte in Gold.

## Veröffentlichungen (Auswahl)
- Lo spettacolo nel mondo antico. Rom 2006 [zuerst Bari-Rom 1976], ISBN 88-7870-092-4.
- Metrica greca arcaica. Florenz, Messina 1950.
- Bacchilide. Studi. Urbino 1958.
- mit G. Cerri: Storia e biografia nel pensiero antico. Bari, Rom 1983.
- mit Franca Perusino (Hrsg.): Medea nella letteratura e nell'arte. Venedig 2000, ISBN 88-317-7508-1.
- mit L. Lomiento: Metrica e ritmica. Storia delle forme poetiche nella Grecia antica. Mailand 2003, ISBN 88-88242-08-2
- mit C. Catenacci (Hrsg.): I poeti del canone lirico nella Grecia antica. Feltrinelli, Mailand 2010, ISBN 978-88-07-82212-4.

## Bibliographie
- Franca Perusino (Hrsg.): Per Bruno Gentili. Pisa, Rom 2016. ISBN 978-88-6227-871-3